# Plestiodon capito
Espèce
Synonymes
- Eumeces capito Bocourt, 1879
- Eumeces xanthi Günther, 1889
- Eumeces pekinensis Stejneger, 1924

Plestiodon capito est une espèce de sauriens de la famille des Scincidae.

## Répartition
Cette espèce est endémique du Nord de la République populaire de Chine.

## Taxinomie
L'origine de l'holotype de cette espèce a, par le passé, été controversée. Décrite comme américaine, elle a été identifiée comme asiatique.

## Publication originale
- Bocourt, 1879, in Duméril, Bocourt & Mocquard, 1870-1909 : Études sur les reptiles, p. 1-1012, in Recherches Zoologiques pour servir à l'Histoire de la Faune de l'Amérique Centrale et du Mexique. Mission Scientifique au Mexique et dans l'Amérique, Imprimerie Impériale, Paris.